# Claude de Grandpré
Pour les articles homonymes, voir De Grandpré.
 (mai 2024).
La mise en forme du texte ne suit pas les recommandations de Wikipédia : il faut le « wikifier ».
Les points d'amélioration suivants sont les cas les plus fréquents :
- Les titres sont pré-formatés par le logiciel. Ils ne sont ni en capitales, ni en gras.
- Le texte ne doit pas être écrit en capitales (les noms de famille non plus), ni en gras, ni en italique, ni en « petit »…
- Le gras n'est utilisé que pour surligner le titre de l'article dans l'introduction, une seule fois.
- L'italique est rarement utilisé : mots en langue étrangère, titres d'œuvres, noms de bateaux, etc.
- Les citations ne sont pas en italique mais en corps de texte normal. Elles sont entourées par des guillemets français : « et ».
- Les listes à puces sont à éviter, des paragraphes rédigés étant largement préférés. Les tableaux sont à réserver à la présentation de données structurées (résultats, etc.).
- Les appels de note de bas de page (petits chiffres en exposant, introduits par l'outil «  Source ») sont à placer entre la fin de phrase et le point final[comme ça].
- Les liens internes (vers d'autres articles de Wikipédia) sont à choisir avec parcimonie. Créez des liens vers des articles approfondissant le sujet. Les termes génériques sans rapport avec le sujet sont à éviter, ainsi que les répétitions de liens vers un même terme.
- Les liens externes sont à placer uniquement dans une section « Liens externes », à la fin de l'article. Ces liens sont à choisir avec parcimonie suivant les règles définies. Si un lien sert de source à l'article, son insertion dans le texte est à faire par les notes de bas de page.
- La présentation des références doit suivre les conventions bibliographiques. Il est recommandé d'utiliser les modèles {{Ouvrage}}, {{Chapitre}}, {{Article}}, {{Lien web}} et/ou {{Bibliographie}}. Le mode d'édition visuel peut mettre en forme automatiquement les références.
- Insérer une infobox (cadre d'informations à droite) n'est pas obligatoire pour parachever la mise en page.

Pour une aide détaillée, merci de consulter Aide:Wikification.
Si vous pensez que ces points ont été résolus, vous pouvez retirer ce bandeau et améliorer la mise en forme d'un autre article.
Claude de Grandpré, né le 11 juillet 1962, à Repentigny dans la région de Lanaudière, est un musicien de formation avec une spécialisation en enseignement. Depuis 1993, il travaille dans le milieu des arts et de la culture, régionalement, nationalement et internationalement.

## Biographie
De Grandpré suit des études en musique à l’École Vincent-d’Indy[réf. nécessaire]. Il débute ensuite une carrière de musicien qui dure plus de dix ans durant lesquels il travaille dans des clubs, des cabarets et réalise et  enregistre de la musique en studio.
Il est l'idéateur du projet de la Boîte à chansons du Vieux-Palais à L'Assomption qui voit le jour en 1993. De nombreux artistes québécois, tels que Claude Léveillée, Gilles Vigneault, Lynda Lemay, les Cowboys fringants, Bruno Pelletier, Daniel Boucher et Sylvain Lelièvre s’y produisent. Il en demeure le directeur et le coordonnateur des opérations jusqu’en 1996. 
En 1995 il complète un baccalauréat en musique par une spécialisation en enseignement. Il enseigne la musique en tant que chargé de cours au Collège de l’Assomption et dans certaines écoles primaires de la région jusqu’en 1997.
En 1996, il est engagé comme directeur général de la corporation Hector-Charland, alors qu’un accord de principe intervient avec le ministère de la Culture pour la construction d’une salle de spectacle régionale, le Théâtre Hector-Charland, inauguré en 1999. Il occupe ce poste jusqu’en 2024, année où il devient conseiller à la direction. Claude de Grandpré participe également au développement du projet de construction du Théâtre Alphonse-Desjardins à Repentigny, inauguré en 2021.
En tant que directeur de diffusion à Hector-Charland, il établit, en 2005, un partenariat avec le bistro l’« Ange Cornu » de L’Assomption, afin de veiller à l’organisation de spectacles musicaux et humoristiques à l'« arrière-scène » du bistro,.
Il est également l’idéateur de la Maison Jacques-Parizeau, inaugurée à L’Assomption en 2021. Ce lieu est dédié aux résidences de création artistique ; le projet est inspiré par le lieu de résidence pour artistes de théâtre en processus d’écriture « la chartreuse » à Villeneuve-lès-Avignon qu’il a visité lors de sa mission d’échange avec la ville française de Nîmes en l'an 2000.

## Réalisations
Parmi ses autres grandes réalisations, on compte :
- 2001-aujourd’hui : Saison estivale de théâtre, Théâtre Hector-Charland
- 2001-aujourd’hui : Festival annuel d’innovation théâtrale (2001-2016) et Fous de théâtre (2017 à aujourd’hui)[6], Théâtre Hector-Charland
- 2009 : Rénovation majeure du Théâtre Hector-Charland – L’Assomption[7]
- 2015-2017 : Les 50 jours de la danse - Lanaudière
- 2017 : Président du comité organisateur pour le 300e anniversaire de la Ville de L’Assomption
- 2017 : Pôle Territoire Danse - Lanaudière
- 2019-aujourd’hui : Projet culturel de l’église de L’Épiphanie, place du Parvis.

Depuis 2008, M de Grandpré prend également part à de nombreuses autres initiatives de diffusion culturelle à travers le Québec en tant que consultant culturel. Il participe notamment à l’analyse et au développement des projets suivants :
- 2009 : Théâtre Outremont (Montréal), Étude d’opportunité
- 2010 : Ste-Agathe des arts (Sainte-Agathe-des-Monts), Étude d’opportunité
- 2012-2024 : Conseil des arts et des lettres du Québec, Expert conseil, comités d’évaluation des programmes
- 2016 : Salle de spectacle Collège Ahuntsic (Montréal), Étude d’opportunité
- 2017 : Carrefour culturel Extacade (Gatineau), Expert conseil
- 2019 : Salle Saputo (Saint-Léonard), Expert conseil
- 2020-2022 : Ville de Mascouche, Expert conseil
- 2020-2024 : Place du Parvis (L’Épiphanie), Étude d’opportunité, développement de projet, politique culturelle
- 2022 : Odyscène (Sainte-Thérèse), Analyse de projet
- 2023: Théâtre du marais (Val-Morin), Expert conseil
- 2023-2024 : Camp musical du Père Lyndsay (Sainte-Béatrix), Étude d’opportunité avec Daigle-Saire

## Conseils d'administration
- 2000- 2023 : Réseau Scènes, président du conseil, Trésorier et administrateur
- 2001-2020 : La Comédie Humaine, Administrateur
- 2006-2014 : Danse sur les routes du Québec, Président
- 2017-2022 : CINARS, Trésorier
- 2014-2019 : Quartier des Arts de L’Assomption, Président
- 2018-aujourd’hui : L’Espace le vrai monde? Président
- 2019-2021 : RIDEAU[8], Vice-président
- 2022-aujourd’hui : Culture Lanaudière, Président[9]
- 2023-aujourd’hui : CINARS, Président[10]

## Comités, jurys et mandats
- 1997 : Concours d’architecture, Théâtre Hector-Charland et Théâtre Alphonse-Desjardins
- 2014 : Conseil des arts et des lettres du Québec - Chantier sur le rayonnement des arts et des lettres
- 2000 : Festival International de la chanson de Granby - Jury
- 2019 : Ville de L’Épiphanie – Politique culturelle
- 2000-2016 : RÉSEAU-SCÈNE - Délégué mission internationale
- 2010-2019 : CINARS - Délégué mission internationale
- 2008-2014 : Danse sur les routes du Québec - Délégué mission internationale[11],[12],[13]

## Prix et mentions récoltés par le Théâtre Hector-Charland et Claude de Grandpré
- 2000 : Association québécoise de l'industrie du disque, du spectacle et de la vidéo (ADISQ), Félix Diffuseur de spectacles de l’année
- 2002 : RIDEAU, Prix Initiative – Festival de théâtre de création
- 2004 : Magazine Canadian Profit - 106e rang du Classement Leaders de la croissance
- 2005 : ADISQ, Félix Salle de spectacle de l’année
- 2005 : Ville de L’Assomption – Prix Pierre-Le Sueur
- 2007 : RIDEAU, Prix Diffuseur de l’année
- 2007 : RIDEAU, Prix Initiative – Les soirées à L’Ange Cornu
- 2009 : Société nationale des québécoises et québécois de Lanaudière, Prix des arts Maximilien-Boucher
- 2010 : Gala prix distinctions, Chambre de commerce MRC de L’Assomption - Entreprise culturelle et touristique
- 2010 : PRIX OPUS, Prix Diffuseur pluridisciplinaire de l’année
- 2011 : Laurier d’or, Collège de L’Assomption – Contribution aux arts vivants
- 2012 : ADISQ, Félix Diffuseur de spectacles de l’année
- 2012 : Gala prix distinctions, Chambre de commerce MRC de L’Assomption - Entreprise culturelle et touristique
- 2012 : RIDEAU, Prix Initiative Bonification de l’offre culturelle et touristique
- 2013 : Les mercutiades, finaliste du concours
- 2015 : ADISQ, Félix Diffuseur de spectacles de l’année
- 2015 : ADISQ, Félix salle de spectacle de l’année
- 2016 : Gala prix distinctions, chambre de commerce MRC de L’Assomption - Prix coup de cœur du jury
- 2016 : RIDEAU, Prix Développement - Les 50 jours de la danse
- 2022 : RIDEAU, Prix Partenariat municipal avec la Ville de Repentigny pour le Théâtre Alphonse-Desjardins
- 2022 : Grands prix Desjardins de la culture, Culture Lanaudière, Prix coup de cœur du jury pour la Maison Jacques-Parizeau
- 2022 : Médaille de l'Assemblée nationale du Québec, remise par M. François Legault, dans le cadre du 20e anniversaire du Théâtre Hector-Charland
- 2024 : Prix Soutien municipal, Villes de L'Assomption et Repentigny
- 2024 : RIDEAU, Prix Communication marketing, Collaboration avec la SPEC du Haut-Richelieu
- 2024 : RIDEAU, Prix reconnaissance[14],[15],[16],[17],[18],[19],[20],[21]